# Художній музей Юсю
Художній музей Юсю (традиційна китайська: 毓繡美術館; спрощена китайська: 毓绣美术馆; піньїнь: Yùxiù Měishùguǎn) — художній музей у містечку Каотун, повіт Наньтоу, Тайвань.

## Історія
Музей був завершений у жовтні 2015 року та відкритий у січні 2016 року. Тоді музей отримав головний приз Тайванської архітектурної премії 2016 року від Тайванського архітекторського журналу.

## Архітектура
Будівля музею була спроектована архітектором Ляо Вейлі (廖偉立)